# 小塚光彦
小塚 光彦（こづか みつひこ、1916年（大正5年） - 2011年（平成23年）7月26日）は、日本のフィギュアスケート選手。

## 概要
「フィギュア王国」愛知県の基礎を築いた。長男はグルノーブルオリンピック男子フィギュアスケート代表の小塚嗣彦、孫はバンクーバーオリンピック男子フィギュアスケート代表、2011年世界選手権銀メダリストの小塚崇彦。

## プロフィール
愛知県名古屋市生まれ。学業を終え満州に渡り、満州国協和会の保安部警務司のカメラマンとなる。撮影に訪れた新京の児玉公園（いまの勝利公園）で撮影モデルに頼んだ少女スケーターと出逢ったことがきっかけでフィギュアスケートを知り、自らもスケートを始める。その後、フィギュアスケート選手中村公正と知己となったことで練習に励み、満州では中村とともに優れた成績を収めるほどになった。1940年（昭和15年）開催予定であった札幌冬季五輪を目指したが戦争で中止、オリンピックの夢を子孫に託することになる。
戦後、日本に引き揚げた後は地元名古屋で酒屋を営みながら、戦前からのスケート愛好家とともに愛知県にフィギュアスケートを普及させるべく1948年（昭和23年）4月愛知県スケート連盟を創立する。普及のためには愛知県内にスケートリンクが不可欠との思いから、地元企業や商店街の資金協力を元に1953年（昭和28年）9月、愛知県で初めてのリンクとなる名古屋スポーツセンターの完成に尽力する。当時、このリンクでは後に伊藤みどりや浅田真央らを育成する指導者となる山田満知子の指導もしている。
1946年（昭和21年）に誕生した長男嗣彦へのスケートの指導は「コンパルソリー」を重視するスタイルで、極めて厳格でときに鉄拳も飛んだという。また上手くいかないといらだつと歯ぎしりを起こし顎を腫らすほどであった。なお、このコンパルソリーを重視する練習方法は孫の崇彦も受けている。
1968年（昭和43年）のグルノーブルオリンピックに、嗣彦が出場するが21位に終わった。当時、愛知県スケート連盟顧問を務めていた光彦は、大国ソビエト連邦の選手を日本に招待することを思い立ち、東西冷戦の最中であったが、自らソビエトに赴き、ソ連選手の来日を成功させ『日ソフィギュアスケート』の開催に貢献した。
1989年（平成元年）には自らの名を冠した小塚杯を設けて芸術性に優れた選手を毎年表彰している。
2011年（平成23年）7月26日、老衰により死去。享年95。

## 系図
光彦 - 嗣彦 - 崇彦

## 資料
- 「ファミリーヒストリー小塚崇彦〜五輪の夢・小塚家3代の挑戦〜」（NHK総合・2012年（平成24年）11月12日・22:00 - 22:50放送分）[3]